# Ciment de l'histoire
Ciment de l'Histoire est une série de cartes postales satiriques libertaires initiée par son créateur Jihel de son vrai nom Jacques Lardie dans les années 1970-80, a priori de 601 numéros, Fabien Zeller n'ayant couvert dans ses trois volumes d'études de cette série que ce nombre de dessins, mais de nouvelles études ont fait apparaître plus de 1000 numéros pour cette série mythique de l'œuvre de l'artiste

## Biographie de l'artiste
Jihel, né Jacques Camille Lardie le 26 juin 1947 à Périgueux, est un journaliste d'investigation, philosophe, éditeur, dessinateur de presse, caricaturiste, sculpteur. Il est connu pour ses créations de cartes postales satiriques politiques d'actualité et surtout pour celles, historiques consacrées à Jean Jaurès, La Commune, Louise Michel, Talleyrand, la philosophie et à la franc-maçonnerie.
Il introduira très tôt dans ses dessins la science de l'inutile, la 'Pataphysique, il est bien possible qu'à l'image de son ami Siné il soit également membre de cette association.
Fervent adepte de la sérigraphie, de nombreux dessins sont édités avec cette technique et ce, à de très faibles tirages numérotés.
Les appréciations ou commentaires qui suivent sont extraits des livres de Fabien Zeller cités dans les sources.

## Signatures
Fabien Zeller note dans son livre sur les 100 premiers numéros de cette série, qu'on ne dénombre que quatre signatures dans le cheminement de cet ensemble, la lettre J suivie d'un point, la lettre J suivie de trois points, les lettres JL entrelacées et Jihel en toutes lettres.

## Libertaire
De très nombreux dessins de cette série font référence à l'anarchie ou aux mouvements anarchistes, surtout pour ceux traitants de la Commune de Paris, Louise Michel, Auguste Blanqui, Théophile Ferré, Léo Campion...
Compagnon de route du mouvement libertaire tout le long de son parcours pictural, il réalisa de nombreux dessins, cartes postales et affiches pour soutenir cette cause, de Radio libertaire au journal Le Libertaire.
Lors d'une exposition à Albi, Jean Roques journaliste à La Dépêche du Midi disait de lui dans la livraison du 27 février 1986, sous le titre "Lardie, les agressions politiques et la caricature" : Jacques Lardie est un phénomène un peu étrange dans le monde des dessinateurs de presse à contrario des Faizant, Tim, Cabu ou Wolinski qui font à côté de lui état de dames patronnesses, lui, il retrouve la vieille tradition anarchiste de l'époque de L'Assiette au beurre qui frappe à la tête. Chacun a son paquet et tous l'ont en entier, droite, gauche, remuants, assagis, ceux qui vont partir et ceux qui vont arriver. À la vérité ses caricatures sont l'expression d'un amour déçu, c'est aussi pour cela que les politiques pardonnent sans doute à Lardie et aussi à cause de son talent.
Certains de ses dessins anarchisants sont signés Anar ou plus simplement d'un A dans un cercle.
Dans les années 70, il éditera une série qui fait référence intitulée "L'idée noire", 31 dessins sur un fond rouge écarlate.
En 1975 il réalise une série de cartes couleurs aux éditions du Triangle sur les anarchistes célèbres tels : Pierre Chardon, Monatte, Pierre Kropotkine, Benoît Broutchoux, Albert Libertad, Benjamin Tucker, Émile Armand, Han Ryner, Jules Vallès, Paul Lafargue, Malato, Charles-Ange Laisant, Proudhon, Sébastien Faure, Francisco Ferrer, Louise Michel, Élisée Reclus, Léo Campion, Bakounine, André Lorulot, etc.
En 1977, il réalise une affiche pour les journées libertaires de Barcelone (du 22 au 25 juillet).
En 1991, il édite une affiche pour les 10 ans de Radio libertaire ainsi qu'une carte postale, cette affiche représente Léo Ferré son ami de toujours.

## Description de la série
D'après Fabien Zeller
Cette série d'environ 600 numéros a pour but comme l'indique la carte de présentation de « dénouer les fils du lac d'amour liés à l'histoire ». La représentation sur cette première carte de Talleyrand et des attributs maçonniques voire révolutionnaires donnent la direction de cette série. L'ensemble tourne surtout autour de l'appartenance du « diable boiteux » à la franc-maçonnerie et des dérives de la Révolution et de l'Empire (environ 70 % des dessins). L'auteur poursuit sa recherche dans la royauté avec des dessins liés à Louis XV, Louis XVI, Louis XVII, Louis XVIII, Louis Philippe, Charles X, puis s'ensuit une galerie de portraits sur la troisième République avec des francs-maçons célèbres tels Gambetta, Garibaldi, Blanqui, etc. Une longue suite également sur Louise Michel, Théophile Ferré, Louis Auguste Blanqui, en rapport avec la Commune de Paris (1871), l'anarchie, le bagne de Nouvelle-Calédonie (à partir du numéro 342). On ne peut pas classer cette démarche dans de l'antimaçonnisme, car le créateur semble lui-même appartenir - si l'on se fie à sa signature et aux nombreux dessins internes aux loges qu'il a réalisé - à cette association, ce qui n'enlève pas le sens très critique de ces charges. L'auteur ne s'interdit pas, comme on le verra plus loin et surtout dans les premiers numéros, de stigmatiser des personnages plus contemporains. Son incursion sur la ville de Nice est très fréquente tout au long de cette grande série où les maires et députés successifs sont souvent associés à Talleyrand ou à l'Empereur Guillaume II d'Allemagne dans un esprit très surréaliste qui interprète et manipule l'histoire au détriment des personnages. Il n'est pas rare par exemple de voir Talleyrand discuter à la fois avec Jacques Médecin et Guillaume II, ce qui est assez cocasse et déconcertant, mais fait le charme de cette série.
L'exploitation de symboles (comme le pot de chambre, le soleil, la lune) ou d'animaux (comme le chat noir nommé Égrégore, le bouledogue français nommé Géo, la chauve-souris, l'araignée, le canard ou encore le rat) est monnaie courante au fil des dessins.

Il se sert aussi d'un personnage anonyme (barbu, grisonnant avec un peu d'embonpoint) dénommé Pierre qui revient régulièrement vers le milieu de la série pour symboliser ses collectionneurs avec qui il entretient souvent des rapports ombrageux. Il a, à plusieurs reprises, refusé de vendre des planches pour incompatibilité d'humeur.  Pierre, ce personnage anonyme, existe réellement, il s'agit d'un spécialiste de Talleyrand nommé Pierre Combaluzier.
Toutes les cartes de cette série ont un caractère maçonnique avéré ou suggéré, la numérotation est celle que l'auteur a mentionné sur une cartoliste. Le tirage de ces cartes n'excède pas 30 exemplaires numérotés, ce qui en fait des raretés, elles sont d'ailleurs pratiquement introuvables. elles sont toujours numérotées devant et à l'encre rouge et souvent signées au dos également à l'encre rouge, ce qui surprend quand on sait que le reste de son abondante production est numéroté et signé à l'encre noire.
Il existe au moins une carte « hors série » représentant Talleyrand et Napoléon signée J suivi de trois points, où l'on voit un Talleyrand s'offusquant de la parution d'une telle série de cartes qui risque de dévoiler ses côtés retors en loge, faisant référence en cela aux historiens Bossu, Lacour-Gayet, Chapuis, Le Bihan, ce en quoi Napoléon lui rétorque « Il était grand temps que l'on s'occupe de toi autrement que par le côté bienséant des historiens bien élevés ».

## Détails succincts des numéros
Description succincte d'une partie de la série :
Il est important de savoir que la numérotation des planches intervient à partir du numéro 73.
Fabien Zeller s'est arrêté au numéro 601 dans la description de cette série, mais il est avéré que cette série continue bien au-delà.
- Le premier numéro de cette série est assez surprenant, qui nous montre le dessinateur O'Galop (Marius Rossillon) en Bibendum  chevauchant un rhinocéros, piqué à la tête par une étoile flamboyante et au derrière par une étoile jaune (faisant certainement un rapprochement avec les premiers dessins antisémites de O'Galop dans le journal Le Triboulet).

- Le deuxième numéro traite du fils de Michel Baroin François Baroin et de la ville de Troyes.

- Les numéros de 3 à 6 attaquent Michel Baroin, grand maître du Grand Orient de France, pour ses liens supposés avec les services secrets et son entrisme au Grand Orient de France pour le recentrer à droite politiquement.

- Les numéros 7, 8 et 9 jouent sur l'appartenance maçonnique de Léopold Ier, pour donner une leçon à Léopold II et à sa maîtresse, la danseuse  Cléo de Mérode.

- Les numéros de 10 à 19 passent en revue le scandale de la loge maçonnique italienne Propaganda Due dite P2, au travers de son grand maître Licio Gelli et de Roger Leray (grand maître du Grand Orient de France), François Mitterrand, Mussolini et Berlusconi.

- Le numéro 20 s'évade sur le parti radical d'Édouard Herriot et Paul Marchandeau, rétablissant en cela une vérité : la non appartenance de Herriot à l'ordre maçonnique.

- les numéros 21, 22 et 23 nous font voir un Paul Marchandeau franc-maçon en admiration devant le diplomate qu'était Talleyrand à l'occasion de la fête de l'épiphanie, tout en faisant une réserve sur son assiduité en loge. Le numéro 23 fait référence à Louis XVIII.

- Le numéro 24 fait état du mariage de Talleyrand avec Catherine Noël Worlée (représentée en chouette) et des témoins dudit mariage, tous francs-maçons, Bruix, Beurnonville De Nassau et Roederer.

- Le numéro 25 représente Talleyrand en diable, prince de l'humanisme.

- Le numéro 26 nous montre Talleyrand en révolutionnaire, coiffé du bonnet phrygien avec une fourche de la taille d'une fourchette pour minimiser sa participation à la Révolution, flanqué d'une de ses maximes : « Tout ce qui est excessif est insignifiant ».

- Le numéro 27 raille Voltaire initié en franc-maçonnerie quelques mois avant sa mort en 1778 avec une petite phrase de Talleyrand : « Il y a quelqu'un qui a plus d'esprit que Voltaire, c'est tout le monde ».

- Le numéro 28 présente une carte à jouer montrant Talleyrand jouant au whist avec lui-même.

- Le numéro 29 nous laisse à penser que Talleyrand est entré en maçonnerie par intérêt pour s'ouvrir de nouvelles portes.

- Le numéro 30 nous invite au Château de Valençay propriété de Talleyrand qui cache derrière son dos, comme honteux, les symboles maçonniques.

- Le numéro 31 représente Talleyrand en chauve-souris rejoignant l'enfer ou le roi des diables lui déclare : « Prince.. vous avez dépassé mes instructions ».

- Le numéro 32 nous fait voir Talleyrand en sans-culotte prêt pour la révolution avec une lance siglée des trois points : « L'œil bleu et le pied beau » allusion à son pied bot, infirmité au pied droit.

- Le numéro 33 présente le roi des diables fumant la pipe de laquelle sort un Talleyrand nu et cornu en franc-maçon représentant l'enfer sur la terre, le sexe lui servant de queue diabolique.

- Le numéro 34 donne à croire que l'enfer est l'apanage des tenues en loge du diable boiteux Talleyrand.

- Le numéro 35 nous montre un Talleyrand sans-culotte avec Napoléon au bout de sa pique.

- Le numéro 36 relie Talleyrand au peintre Eugène Delacroix (fils supposé du prince) buvant un biberon d'absinthe devant un Talleyrand maléfique déclarant : « C'est le poivre de l'histoire ».

- Le numéro 37 accepte l'idée d'un Napoléon admiratif du talent de Talleyrand lequel est diminué sur ce dessin par le créateur, car chevauchant nu avec une branche d'acacia, un âne. Le dessin faisant référence au 18 juin 1815 après Waterloo à Wellington et Blücher.

- Le numéro 38, représenté dans la galerie ci-dessous, parle de la compromission de Talleyrand avec la royauté via les papiers découverts dans l'armoire de fer aux Tuileries. Talleyrand souligne à un Louis XVI franc-maçon que c'est un autre franc-maçon qui est à l'origine de l'invention de la guillotine.

- Le numéro 39 s'indigne de voir les francs-maçons révolutionnaires tenter de faire disparaître les traces de l'appartenance maçonnique de Louis XVI, membre de la loge "Les trois points unis"

- Du numéro 342 au numéro 400, Fabien Zeller dans son tome II sur l'étude de cette série indique que Jihel s'est plongé dans l'histoire de la Commune et de Louise Michel, en abordant bien entendu un thème qui lui est cher, la franc-maçonnerie, mais aussi l'anarchie, le bagne de Nouvelle-Calédonie, la ville de Nice et Guillaume II[4].

- Le numéro 601 représente Charles Hernu et une araignée maçonnique qui lui rappelle sa double appartenance Grand Orient de France et Grande loge de France, lui-même s'interrogeant sur la tentation Grande Loge nationale française (GLNF), mais à Quimper (son lieu de naissance) ou à Villeurbanne.

## Galerie

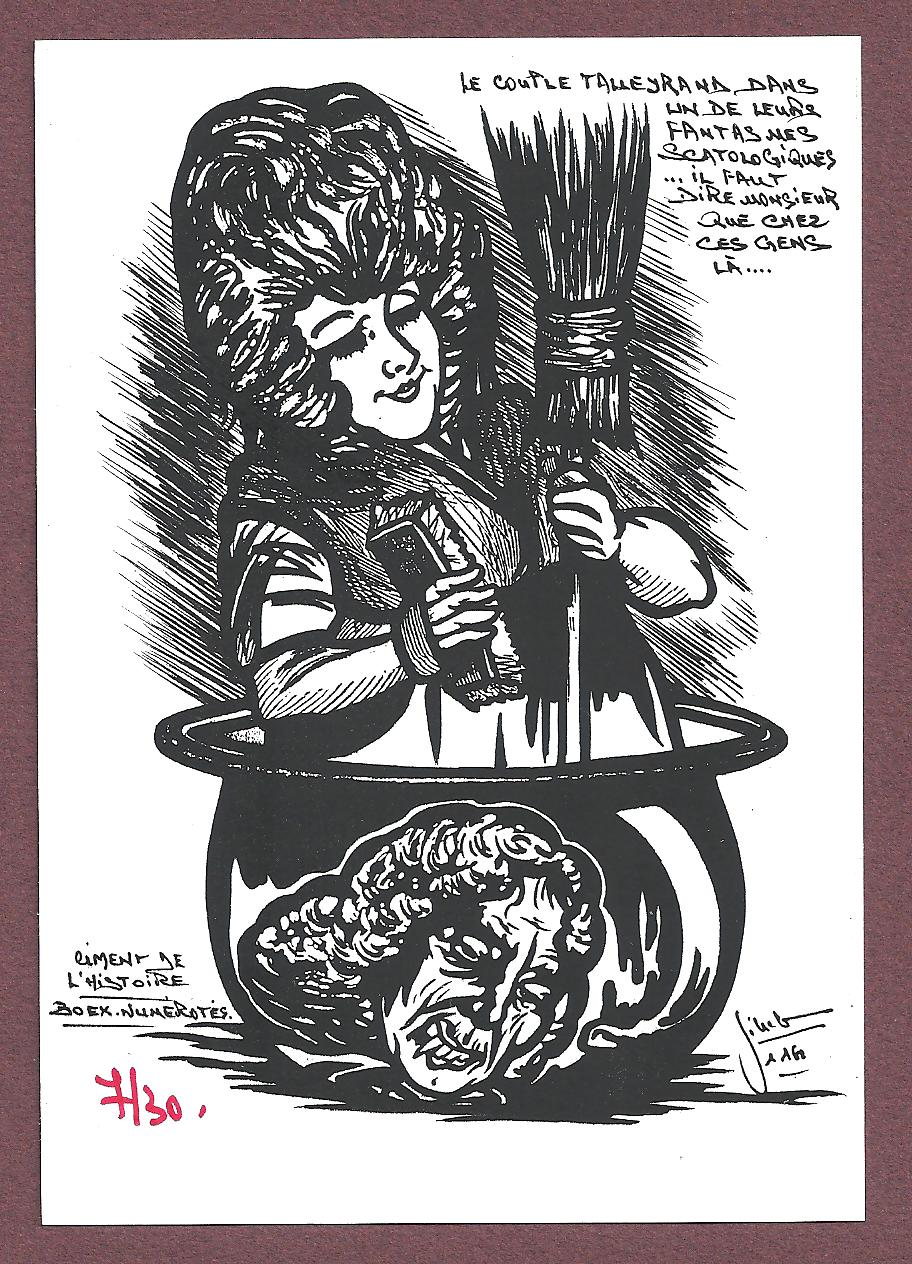
Talleyrand cuisiné par sa femme, n°116
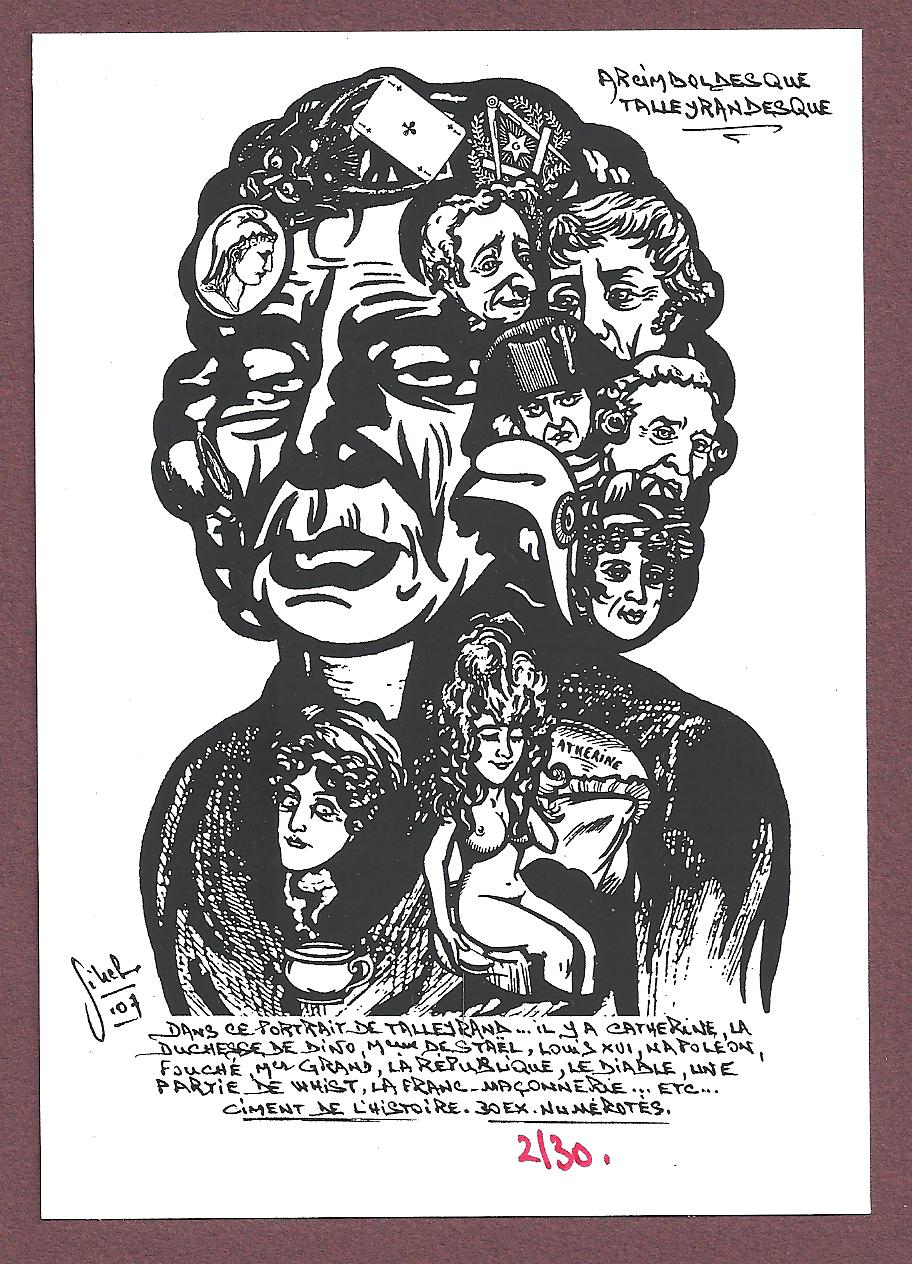
Arcimboldesque talleyrandesque, n°107
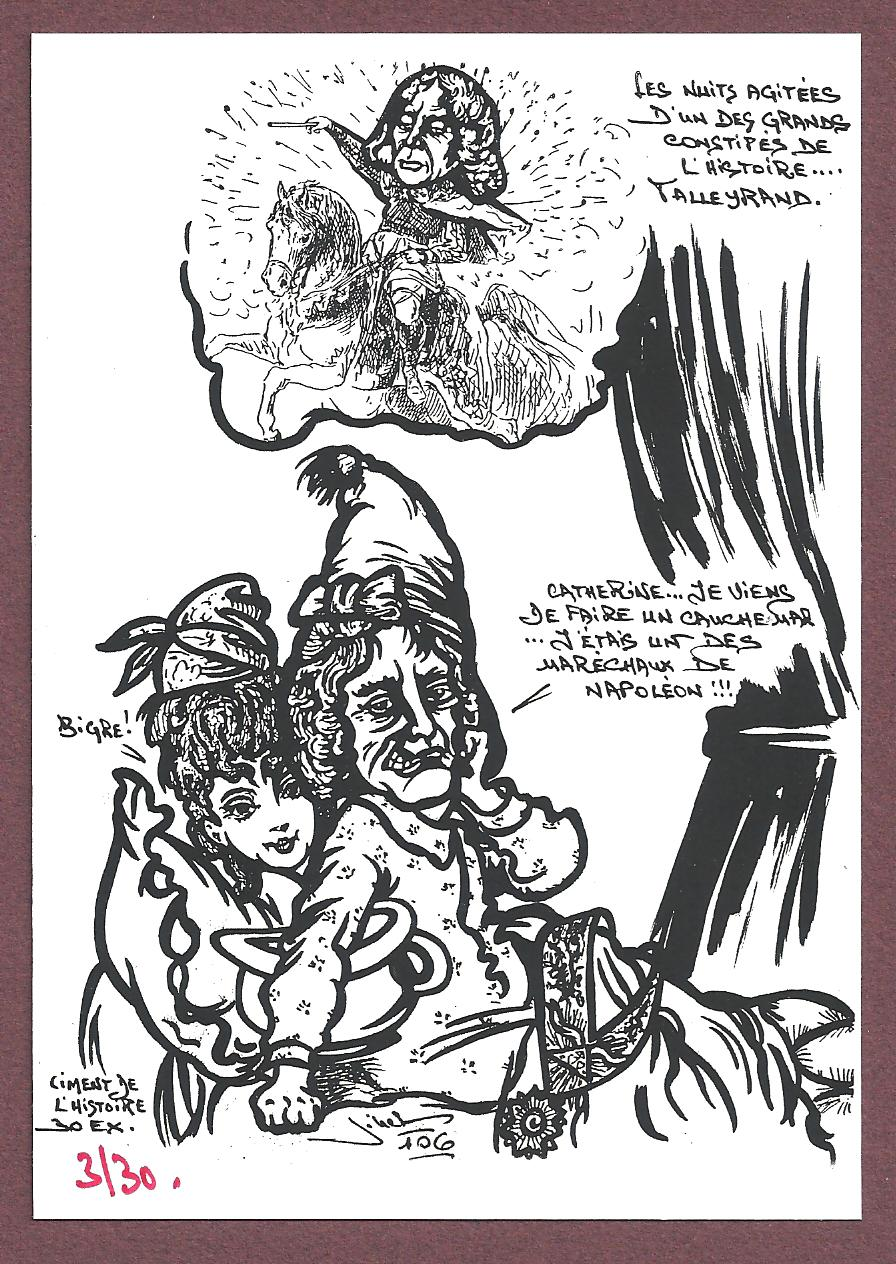
Les nuits de Talleyrand, n°106
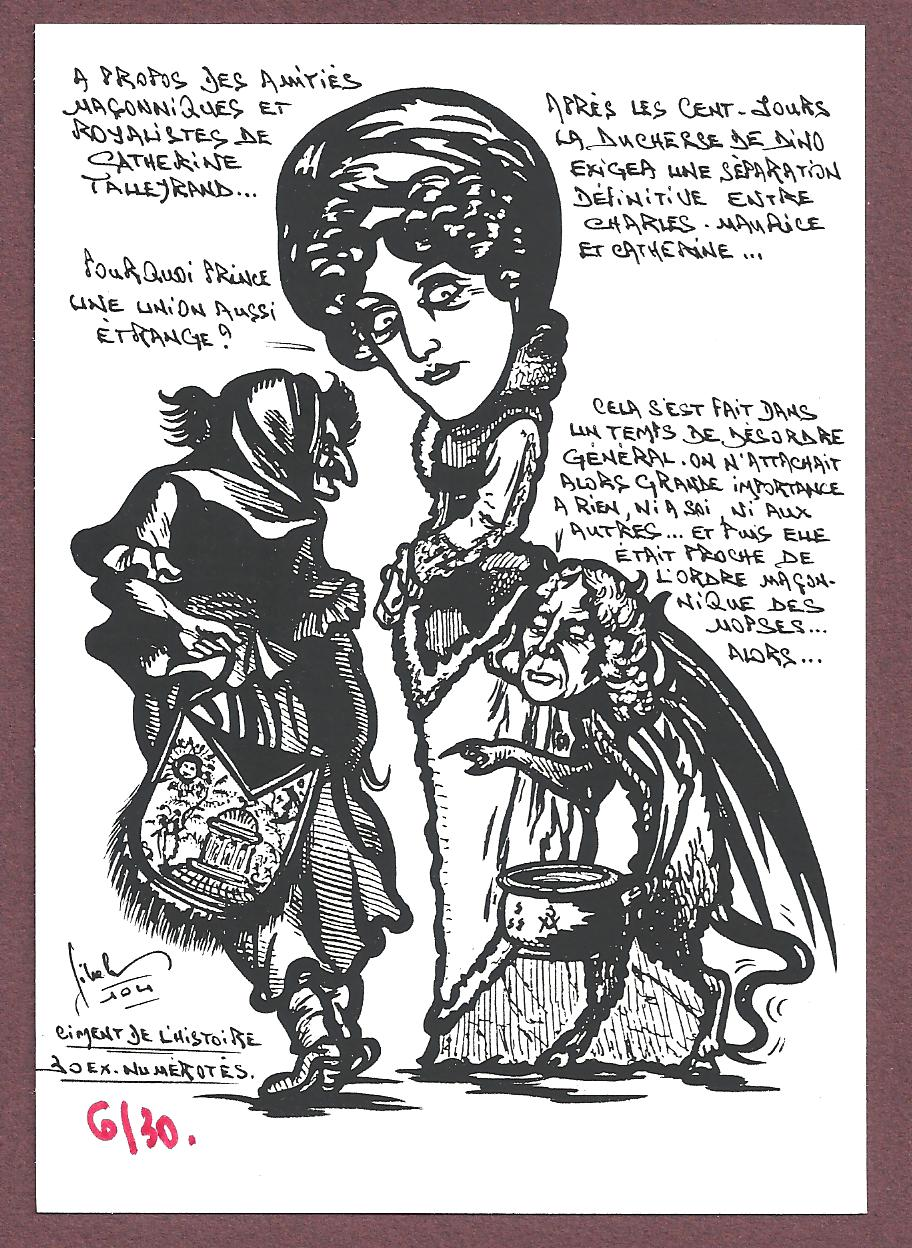
Talleyrand et les loges, n°104
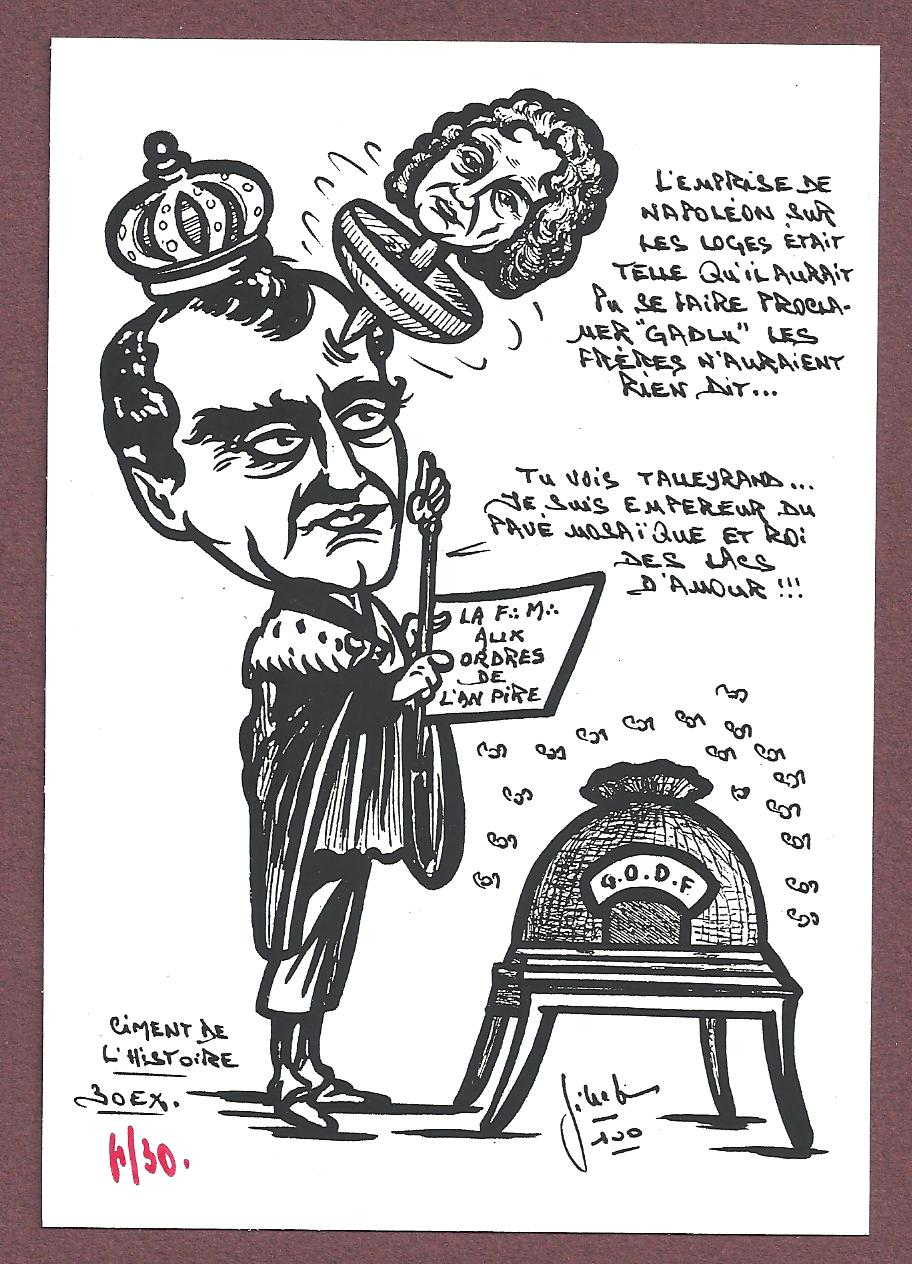
Napoléon et les loges, n°100
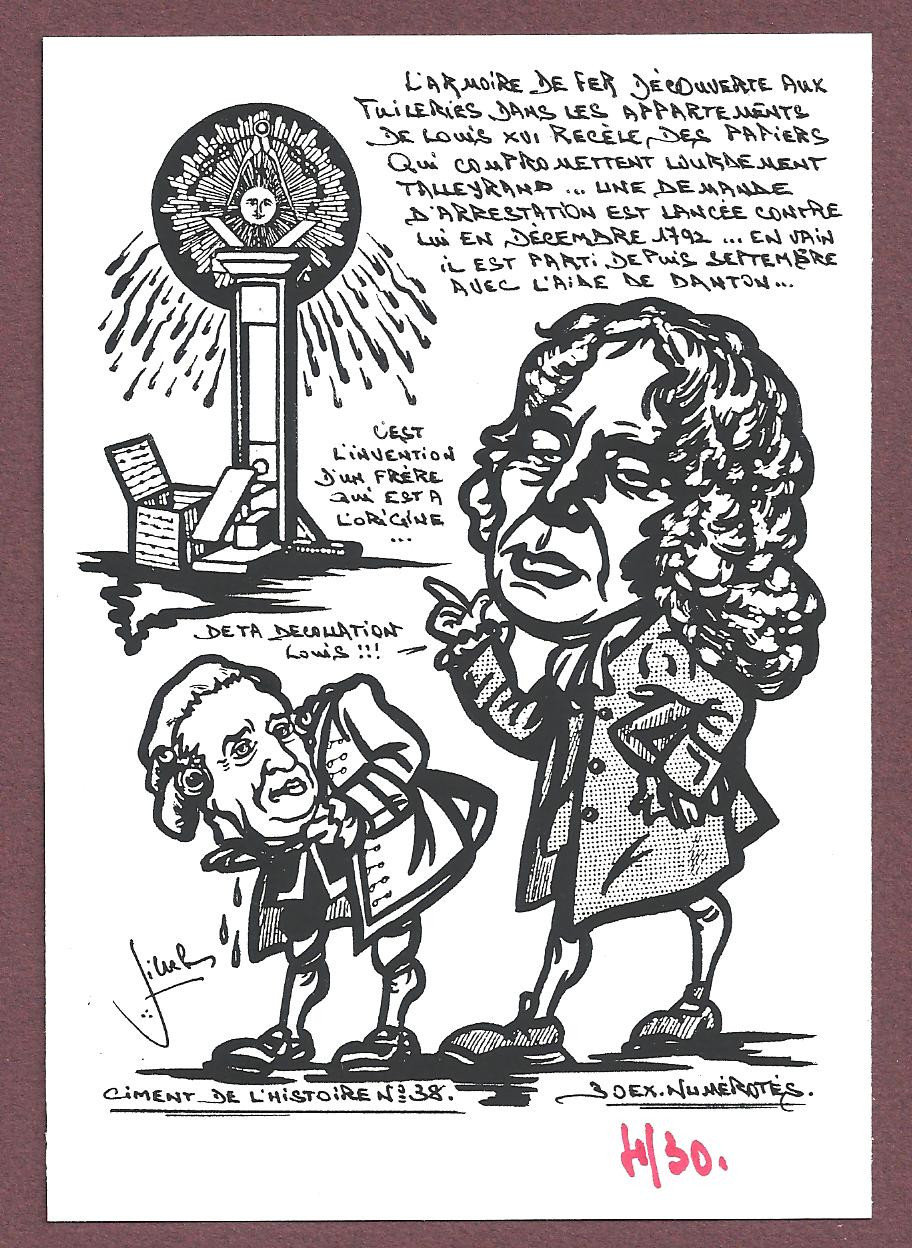
Delta_décollation, n°38

## Sources générales
- Voir page Jihel qui donne de nombreuses informations sur les expositions et biographies de l'artiste.

- Représenté dans le livre Les fées de la République : l'histoire de la République à travers les yeux de Marianne de Jean Michel Renault, ouvrage réalisé avec le concours de l'Assemblée nationale, Les créations du Pélican, 2003. Cité en page de garde puis pages 127, 130, 131, 133, 300, 320, 321, 323, 329, 334, 401, 409, 410, 411 et 448.
- Exposition avec Siné, Hall de la Défense près de Paris, Tour Fiat Hall de la Coupole, du 18 au 20 juin 1982, dessins en commun avec Siné qui ont donné lieu à l'édition de cartes postales.
- Exposition à l'Assemblée nationale sous la présidence de Philippe Seguin, Paris, septembre-octobre 1994.
- Exposition le 16 avril 2005 à Valence pour la commémoration du 90e anniversaire du génocide arménien (articles de presse dans le Dauphiné libéré du 10 avril 2005).
- Exposition le 11 mars 2006, Docks des suds à Marseille, sous le parrainage d'Ariane Ascaride et Jean-Pierre Darroussin en présence de Jean-Claude Gaudin.
- Cité dans le livre de Francis Alaux, Mai 1988 La dimension Historique de François Mitterrand de la page 79 à la page 99 avec 43 reproductions des dessins de Jihel. En dernière page un dessin montrant Claude Cheysson avec un autographe du Ministre.

Francis Alaux déclare : « Personne, à travers la carte postale, mieux que Jacques Lardie, n'aura suivi pas à pas François Mitterrand sur les traces de son septennat. Témoin de son temps, il fixe l'événement dans une réaction première et primaire. »

## Musées
- Musée et Fondation Jaurès, place Pelisson à Castres, (environ 500 dessins dont de nombreuses cartes de cette série).
- Musée du Grand Orient de France (rue Cadet à Paris) avec des cartes de cette série.
- Musée de la ville de Nouméa en Nouvelle-Calédonie (environ 300 dessins, dont des cartes de la série Ciment de l'histoire).
- Musée Henri-Martin à Cahors (Lot) pour des dessins caricatures sur Léon Gambetta (avec des cartes de cette série).